# 클로텐역
클로텐역(독일어: Kloten)은 스위스 취리히주와 클로텐 지자체에 있는 기차역이다. 이 역은 취리히에서 빈터투어까지 가는 노선에 있으며, 취리히 S-반 노선 S7의 중간 정류장이다.
이 역은 취리히 공항의 주요 터미널에서 불과 1.5km 거리에 있지만, 1980년 해당 터미널 지하에 있는 취리히 플루크하펜역으로 직행하는 새로운 노선이 개통되면서 우회되었다.